# اعداد متعادل
اعداد متعادل
اگر چند عدد دارای مجموع مقسوم علیه‌هایی یکسان باشند، «متعادل» خوانده می‌شوند؛ مانند ۱۵۹، ۵۵۹ و ۷۰۳ که مجموع مقسوم‌علیه‌های هر سه عدد برابر با ۵۷ است. گویا کهن‌ترین متن ریاضی که این اعداد را معرفی کرده، کتاب التکملة فی الحساب ابن طاهر بغدادی (درگذشته ۱۰۳۷ میلادی) است. پس از وی در چندین رسالهٔ حساب فارسی و عربی ریاضیات دورهٔ اسلامی روی این اعداد بحث شده‌است. یکی از ریاضی‌دانان متاخر که برخی هنوز بر این باور مانده‌اند که وی نخستین کسی است که این اعداد و قاعدهٔ استخراج آنها را ارائه کرده، محمدباقر یزدی (قرن هفدهم میلادی) است. نخستین زوج متعادل معرّفی شده توسّط وی در کتاب عیون الحساب ۳۹ و ۵۵ هستند.
در آثار ریاضی‌دانان اروپایی قرن هفدهم تا اوایل قرن بیستم نیز به اعدادی با این ویژگی پرداخته شده‌است. برخی از آنان با اظهار بی‌اطلاعی از کشف این اعداد پیش از خود، اصطلاحاتی گوناگون برای معرّفی اعداد متعادل به کار برده‌اند که ترجمهٔ سرشناس‌ترینشان، اعداد «ناقصُ التَّحاب» یا «کـَژمُتَحاب (منظور از اعداد متحاب، همان اعداد موافق است)» (Imperfectly Amicable) است که توسّط توماس تیلوُر ارائه شده‌است.
پژوهش‌گران و مورخان ریاضیات دورهٔ اسلامی نیز برای معرفی اعداد متعادل در مقالات و کتاب‌های خود، به زبان‌های اروپایی (ظاهراً به‌طور موازی و بدون اطلاع از شناخت ریاضی‌دانان اروپائی از این اعداد) اصطلاحات گوناگونی به کار برده‌اند و یکدستی اصطلاح در آثار آنان دیده نمی‌شود.